# Phrynobatrachus chukuchuku
Espèce
Statut de conservation UICN

 CR B1ab(iii) : 
En danger critique
Phrynobatrachus chukuchuku est une espèce d'amphibiens de la famille des Phrynobatrachidae.

## Répartition
Cette espèce est endémique du Cameroun. De découverte récente, elle n'est connue que dans sa localité type, à proximité du sommet du mont Oku, à 2 800 m d'altitude,.

## Publication originale
- Zimkus, 2009 : Biogeographical analysis of Cameroonian puddle frogs and description of a new species of Phrynobatrachus (Anura: Phrynobatrachidae) endemic to Mount Oku, Cameroon. Zoological Journal of the Linnean Society, vol. 157, p. 796-813.